# Сидорово (Бокситогорский район)
Си́дорово (вепс. Sodjärv) — деревня в Ефимовском городском поселении Бокситогорского района Ленинградской области.

## История
Деревня Сидорово упоминается в переписи 1710 года в Никольском Пелужском погосте Нагорной половины Обонежской пятины.
Упоминается на карте Новгородского наместничества 1792 года А. М. Вильбрехта, как деревня Сидоровская.

СИДОРОВСКАЯ (СИДОРОВО) — деревня Сидоровского общества, прихода Пелушского погоста. Озеро Сорвозеро.

Крестьянских дворов — 12. Строений — 19, в том числе жилых — 14. Жители занимаются рубкой, возкой и сплавом леса.

Число жителей по семейным спискам 1879 г.: 38 м. п., 44 ж. п.; по приходским сведениям 1879 г.: 41 м. п., 40 ж. п.

В конце XIX — начале XX века деревня административно относилась к Борисовщинской волости 5-го земского участка 3-го стана Тихвинского уезда Новгородской губернии.

СИДОРОВО — деревня Сидоровского сельского общества при озере Сорвозеро, число дворов — 25, число домов — 25, число жителей: 66 м. п., 49 ж. п.;
 Часовня. Земская школа. (1910 год)

С 1917 по 1918 год деревня входила в состав Борисовщинской волости Тихвинского уезда Новгородской губернии.
С 1918 года, в составе Череповецкой губернии.
С 1927 года, в составе Сидоровского сельсовета Ефимовского района.
По данным 1933 года деревня Сидорово являлась административным центром Сидоровского вепсского национального сельсовета Ефимовского района, в который входили 8 населённых пунктов: деревни Бор, Лаврово, Саньков Бор, Святозеро, Сидорово, Степанова Гора, Сузем, Юшково, общей численностью населения 580 человек.
По данным 1936 года в состав Сидоровского сельсовета входили 5 населённых пунктов, 107 хозяйств и 4 колхоза.
С 1965 года, в составе Бокситогорского района. В 1965 году население деревни составляло 178 человек.
По данным 1966 и 1973 годов деревня Сидорово также являлась административным центром Сидоровского сельсовета. Близ деревни проходила узкоколейная железная дорога Ефимовского лестрансхоза и находился Боровский лесопункт.
По данным 1990 года деревня Сидорово являлась административным центром Сидоровского сельсовета Бокситогорского района в который входили 9 населённых пунктов, общей численностью 434 человека. Население деревни Сидорово составляло 106 человек.
В 1997 году в деревне Сидорово Сидоровской волости проживали 80 человек, в 2002 году — 61 человек (русские — 85 %), деревня была административным центром волости.
В 2007 году в деревне Сидорово Радогощинского СП проживали 34 человека, в 2010 году — 39, в 2015 году — 26 человек.
В мае 2019 года Радогощинское сельское поселение вошло в состав Ефимовского городского поселения.

## География
Деревня расположена в северо-восточной части района на автодороге 41К-040 (Пелуши — Сидорово).
Расстояние до деревни Радогощь — 26 км.
Расстояние до районного центра — 175 км.
Деревня находится на правом берегу реки Лидь. В центре деревни расположено Сидоровское озеро (озеро Сказка).

## Демография
| 1997 | 2002 | 2007 | 2010 | 2017 |
| ---- | ---- | ---- | ---- | ---- |
| 80   | ↘61  | ↘34  | ↗39  | ↘21  |

## Инфраструктура
На 1 января 2015 года в деревне было зарегистрировано 15 домохозяйств, в которых постоянно проживал 21 человек.
На 1 января 2016 года и 1 января 2017 года в деревне было зарегистрировано: домохозяйств — 10, проживающих постоянно — 17 человек.
Часовня Казанской иконы Божией Матери.

## Достопримечательности
В деревне ежегодно проходит национальный вепсский праздник Sagudpäiv. Обелиск в память о земляках, погибших во время Великой Отечественной войны.